# Jenkinsia parvula
Jenkinsia parvula és una espècie de peix pertanyent a la família dels clupeids.

## Descripció
- Pot arribar a fer 5,5 cm de llargària màxima.
- Nombre de vèrtebres: 38-39.[2][3]

## Alimentació
Menja zooplàncton.

## Hàbitat
És un peix marí, associat als esculls i de clima tropical (14°N-8°N, 75°W-62°W) que viu entre 0-50 m de fondària.

## Distribució geogràfica
Es troba a l'Atlàntic occidental central: Veneçuela.

## Observacions
És inofensiu per als humans.